# Harbecke (Brühne)
Die Harbecke ist ein knapp 7,8 km langer, orografisch rechter und nordwestlicher Zufluss der Brühne im Stadtgebiet von Medebach im nordrhein-westfälischen Hochsauerlandkreis (Deutschland).

## Verlauf
Die Harbecke entspringt in den Nordostausläufern des Rothaargebirges. Ihre Quelle liegt im Naturpark Sauerland-Rothaargebirge rund 4,4 km nordwestlich der Medebacher Kernstadt und etwa 1,3 km (je Luftlinie) nordöstlich des an der Landesstraße 740 (Küstelberger Straße; Küstelberg–Medebach) gelegenen Medebacher Weilers Hallacker. Sie befindet sich auf der Ostflanke des Wahlkopfs (629,9 m ü. NHN), die in die Nordostflanke des Großen Steinbergs (624 m) übergeht, auf etwa 572 m Höhe.
Anfangs fließt die gänzlich im Naturpark Sauerland-Rothaargebirge verlaufende Harbecke durch bewaldetes Gebiet nach Ostsüdosten. Dann erreicht der Bach nördlich der Medebacher Kernstadt landwirtschaftlich genutztes Gebiet und wendet sich kurz darauf in Richtung Süden. Dabei passiert er den bewaldeten Weddelberg (498,3 m) im Osten und die Ortschaft Medebach im Westen, wobei er, sich fortan nach Südosten wendend, durch einen vom Bach abzweigenden Überleiter einen Teich speist. Dabei fließt die Harbecke parallel zum etwas weiter südwestlich direkt durch die Ortschaft verlaufenden Orke-Zufluss Medebach. Etwas nach Unterqueren der L 617 (Korbacher Straße; Hillershausen–Medebach–Medelon) passiert sie das südwestlich des Bachs gelegene Gewerbegebiet Holtischer Weg.
Etwas östlich des Gewerbegebiets mündet die Harbecke beim Brühne-Kilometer 3,4 auf rund 367 m Höhe in den dort von Norden kommenden Orke-Zufluss Brühne, die bis dorthin mit erst rund 4,4 km Fließstrecke deutlich kürzer als die insgesamt etwa gleich lange Harbecke ist; ihrer Mündung östlich gegenüber und damit jenseits der Brühne liegen Waldgebiete der Aarstruth.

## Einzugsgebiet und Zuflüsse
Das Einzugsgebiet der Harbecke ist 7,845 km² groß. Zu ihren Zuflüssen gehört die 1,4 km lange Katmecke, die linksseitig oberhalb der Medebacher Kernstadt beim Harbeckebachkilometer 4,55 einmündet.

## Naturräumliche Zuordnung
Die Harbecke fließt in der naturräumlichen Haupteinheitengruppe Süderbergland (Nummer 33) und in der Haupteinheit Ostsauerländer Gebirgsrand (332) in ihrem quellnahen Oberlaufbereich in der Untereinheit Grafschafter Bergland (332.5) durch den Naturraum Hardt und Wipperberg (332.51) und in ihrem sonstigen Bachlauf in der Untereinheit Medebacher Bucht (332.4) durch den Naturraum Schiefe Ebene von Medebach (332.40), wobei direkt östlich der Mündung in die Orke der Naturraum Aarstruth (332.34) angrenzt.

## Schutzgebiete
In ihrem Oberlauf passiert die Harbecke das Naturschutzgebiet Böhlen (CDDA-Nr. 318214; 2002 ausgewiesen; 40 ha groß), und ihr unterster Bachabschnitt direkt vor ihrer Mündung verläuft im NSG Brühnetal (CDDA-Nr. 318249; 2002; 90 ha). Landschaftsschutzgebiete am Bach sind das LSG Medebach (CDDA-Nr. 345073; 1983; 44,68 km²), LSG Medebacher Kernraum: Quellmulden, Niederungszonen und Flachhänge (CDDA-Nr. 345074; 2004; 8,92 km²) und LSG Kulturlandschaftskomplex Medelon (CDDA-Nr. 345054; 1983; 82 ha). Der Bach fließt, abgesehen von einem bei der Medebacher Kernstadt liegenden Abschnitt, im Europäischen Vogelschutzgebiet Medebacher Bucht (VSG-Nr. 4717-401; 138,72 km²).

## Verkehr und Wandern
Entlang der Harbecke führen einige Wald-, Feld- und Fahrwege und im Bereich der Medebacher Kernstadt wenige Ortsstraßen. Zudem kreuzt dort die Landesstraße 617, die vom nordhessischen Hillershausen kommend in Westfalen durch Medebach nach Medelon führt.